# Jenny Matern

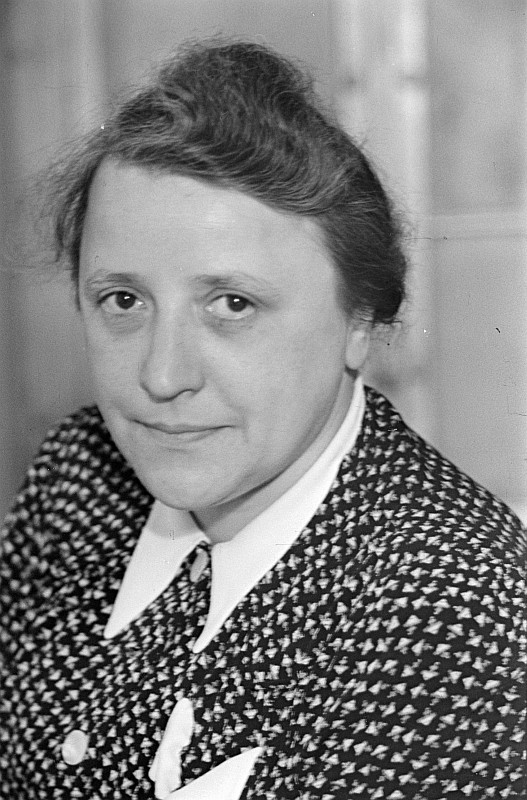
Jenny Matern (1946)

Jenny Matern (* 11. April 1904 in Hannover als Jenny Helene Auguste Julia Pickerodt; † 22. September 1960 in Berlin) war eine deutsche Politikerin.

## Leben
Matern wurde als Tochter eines Drechslers geboren und besuchte die Handelsschule. Nachdem sie diese 1919 abgeschlossen hatte, war sie zunächst als Stenotypistin bei der SPD-Leitung in Niedersachsen und anschließend bis 1924 als Sekretärin bei der Ortskrankenkasse in Bamberg tätig.
Sie war 1919 in die Sozialistische Arbeiter-Jugend und in die SPD eingetreten. 1921 trat sie dann in den Kommunistischen Jugendverband und 1923 in die Kommunistische Partei Deutschlands ein. Ab 1925 gehörte sie der Roten Hilfe (RHD) an und begann für die niedersächsische KPD-Bezirksleitung zu arbeiten. 1931 trat sie in die Redaktion der Tribüne ein und begann für die Bezirksleitung in Berlin-Brandenburg tätig zu sein.
Nach der „Machtergreifung“ durch die NSDAP wurde sie im September 1933 verhaftet, im Frauengefängnis Barnimstraße in Berlin, dann im KZ Moringen eingekerkert. Nach ihrer Entlassung im Mai 1934 emigrierte sie auf Beschluss der KPD im Juni 1934 nach Prag, wo sie 1934/35 für die Auslandsleitung der KPD im Büro des von dem tschechischen Intellektuellen František Xaver Šalda geleiteten Komitees zur Unterstützung politischer und anderer Emigranten und später für die Internationale Rote Hilfe tätig war. Sie ging 1935 nach Frankreich und arbeitete als Sekretärin im Pariser Büro der illegalen Leitung der RHD. Dort lernte sie ihren späteren Mann Hermann Matern kennen und emigrierte mit ihm 1936 in die Niederlande. Ab 1937 nahm sie am antifaschistischen Kampf in Norwegen und ab 1940 in Schweden teil, bevor sie sich von 1941 bis zum Kriegsende 1945 in der Sowjetunion aufhielt und beim Moskauer Rundfunk arbeitete. Sie besuchte 1941/42 die Internationale Lenin-Schule der Kommunistischen Internationale in Moskau und 1944 die Deutsche Parteischule bei Moskau.
Im Mai 1945 kehrte sie nach Deutschland zurück und wirkte 1945/46 als Staatssekretärin für Sozialfürsorge in der Landesverwaltung Sachsen. Von 1946 bis 1947 war sie Vizepräsidentin der Deutschen Verwaltung für Arbeit und Sozialfürsorge und später in führenden Positionen im Sozial- und Gesundheitswesen zunächst der Sowjetischen Besatzungszone und später der DDR tätig. Von 1948 bis 1949 war sie Mitglied im Deutschen Volksrat. Sie war 1950 bis 1959 Staatssekretärin im Ministerium für Gesundheitswesen und stellvertretende Gesundheitsministerin. Jenny Matern war ab 1950 Mitglied des Bundesvorstandes und des Präsidiums des Demokratischen Frauenbundes Deutschlands. Am 29. Mai 1959 wurde sie zur Vorsitzenden des Zentralausschusses der Volkssolidarität gewählt.

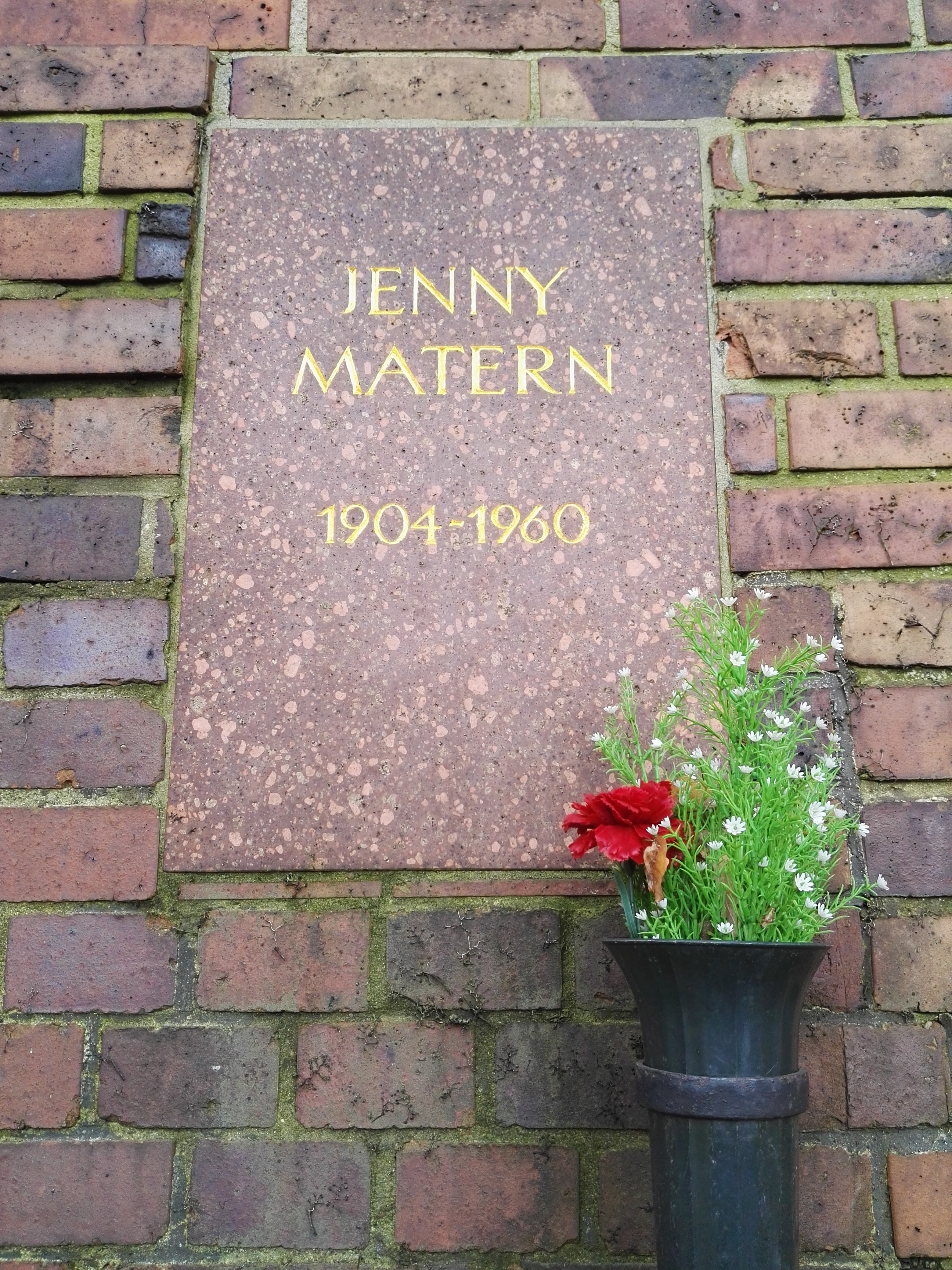
Grabstätte

Jenny Matern starb im Alter von 56 Jahren. Ihre Urne wurde in der Gedenkstätte der Sozialisten auf dem Zentralfriedhof Friedrichsfelde in Berlin-Lichtenberg beigesetzt, wo sich auch die Urne Hermann Materns befindet.

## Auszeichnungen und Ehrungen
- Medaille „Für heldenhafte Arbeit im Großen Vaterländischen Krieg 1941–1945“ (UdSSR)
- Vaterländischer Verdienstorden in Silber (DDR 6. Mai 1955)
- Medaille für Kämpfer gegen den Faschismus 1933 bis 1945 (1958)
- Von 1962 bis 1992 trug die heutige Johanna-Tesch-Straße in Berlin-Niederschöneweide ihren Namen.[2]